# Trvalé pouto (Hvězdná brána)
Trvalé pouto je 4. epizoda 9. řady sci-fi seriálu Hvězdná brána.

## Děj
Daniel Jackson doprovází Valu Mal Doran k hvězdné bráně, která se vrací zpět domů. U brány ji prohledá a najde u ní zlatý artefakt, který chtěla ukrást. Poté Vala odchází. O hodinu později, když hovoří s Mitchellem, náhle upadá do bezvědomí. Spojení, které mezi Valou a Danielem zajišťovaly náramky stále přetrvává. Když se Daniel probere, Vala stojí vedle něj na ošetřovně. Vala zná mimozemského vědce, jménem Arlos, který by měl dokázat zrušit účinek náramků. Daniel a Mitchell odejdou na planetu navštívit Arlose. Arlos jim však odmítá pomoci, protože Vala mu ukradla náhrdelník jeho matky a zlomila mu srdce.
Mezitím v SGC, navštíví generála Landryho major Gibsonová, která mu řekne, že mezinárodní dohled (IOA) se rozhodla snížit rozpočet SGC a financovat pouze misi na Atlantis. Chce-li Landry změnit toto rozhodnutí, musí promluvit k výboru sám.
Když vidí Arlos opět Valu, ona mu lže o tom, proč jej opustila. Arlos jí řekne, že jí bude pomáhat, pokud mu vrátí náhrdelník. Vala, však již náhrdelník prodala. Mitchell trvá na tom, že jej dostanou zpět. Tak cestují na další planetu, kde se schází Jaffou jménem Inago, který má náhrdelník, ale který chce zpátky neužitečnou napájecí cívku ze zastaralé nákladní lodi. Mitchell souhlasí s obchodem, a tak cestují na jinou planetu, aby získali napájecí cívku od mnicha jménem Caius, který cívku vytavil jako náboženskou relikvii. Ukazuje se, že Caius byl kdysi pašerák. Cívku prý vrátí jen pokud mu Vala vrátí jeho upravený Tel'tak, který ukradla.
Mezitím někde jinde dva mimozemšťané jménem Tenat a Jup se setkávají s flotilou Al'keshů a informují velitele, že mají v plánu přivést Valu, protože se vzepřela Luciánské alianci.
Zpět v SGC, SG-1 informuje generála Landryho o tom, co mají získat, aby jim Arlos pomohl. Vala také informuje Landryho, že nákladní loď nyní patří k Luciánské alianci, a že tato aliance nyní chce ji i Daniela mrtvé. Takže dostat loď zpět bude obtížné, a protože Landry nepovoluje misi, zůstávají Daniel a Vala propojeni. Daniel se snaží pokračovat v jeho práci, ale Vala jej neustále vyrušuje a dokonce se pokusí jej svést v jeho pokoji.
Další den, Daniel, Landry, Teal'c a Vala se účastní zasedání výboru v naději, že na získají více peněz pro SGC, ale senátor Fisher rozhodne, že program poběží pouze s 30% předchozího rozpočtu, protože on také nevěří příběhu o Oriích. Věří, že by měla SGC zaměřit své úsilí na budování více lodí třídy Daedalus. Vala senátora přeruší a urazí jej. Senátor vyzve Landryho, aby povolil misi pro vrácení nákladní lodě, aby se mohl Valy zbavit.
Mitchell, Daniel, Teal'c a Vala cestují na planetu, kde se setkávají s Tenatem a Jupem, kteří nyní vlastní Tel'tak. Mitchell a Teal'c předstírají, že Daniela a Valu zajali. Oba mimozemšťané jsou oklamáni, a tým získá zpět nákladní loď, zatímco Tenat a Jup zůstanou na planetě. Nicméně oba pak informují Luciánskou alianci, která přepadne Tel'tak s obrovskou flotilou. Díky úpravám od Caiuse jsou loď a tým schopni uniknout.
SG-1 pak vrátí všechny předměty zpět svým "právoplatným" majitelům a přinesou Arlosovi zpět náhrdelník jeho matky. I když je Arlos rád, řekne jim, že on nemůže zrušit pouto náramků, avšak věří, že efekt bude postupně časem zanikat.
Daniel informuje Landryho o špatných zprávách. Landry naopak informuje tým, že souhlasil s tím, že IOA bude mít v SGC civilní dozor výměnou za další financování programu Hvězdné brány. Na konci Teal'c odchází zpět na Dakaru, ale Mitchell si je jistý, že se vrátí.